# 古今亭志ん馬
古今亭 志ん馬（ここんてい しんば）は、落語の名跡。
直近の志ん馬は落語協会のHPでは七代目と記載されており、四代目古今亭志ん生が名乗った志ん馬を初代とし以降カウントしている。
また同じ読みの名跡に「三遊亭新馬」がある。

紋「裏梅」

- (土橋亭/翁屋)志ん馬 - 『為御欄噺連中帳』（天保10年）、『当時高名』（弘化2年、弘化3年）によると、二代目三笑亭可楽の門人に「志ん馬」が確認されている。
- 土橋亭志ん馬 - 初代土橋亭里う馬の息子で、「里う太」から初代隅田川馬石の養子となり、寛永末頃に「土橋亭志ん馬」となった。明治10年代に廃業したという。俗称∶安二郎。
- 土橋亭志ん馬 - 後∶為永春雅
- 古今亭志ん馬 - 最初は初代三遊亭圓馬門下で「三遊亭新馬」、その後二代目古今亭志ん生の門に移って「志ん馬」となる。
- 古今亭志ん馬 - 『文之助系図』によると、二代目古今亭志ん生の門下で、「古今亭志ん三」から「志ん馬」となった。『落語家名前欄』には1890年5月に見える。本名∶森川 勇次郎。
- 初代古今亭志ん馬 - 後∶四代目古今亭志ん生
- 二代目古今亭志ん馬 - 本項にて記述
- 三代目古今亭志ん馬 - 後∶五代目古今亭志ん生
- 四代目古今亭志ん馬 - 後∶八代目金原亭馬生
- 五代目古今亭志ん馬 - 後∶二代目古今亭甚語楼
- 六代目古今亭志ん馬
- 七代目古今亭志ん馬

二代目 古今亭 志ん馬（1889年3月26日 - 1961年8月2日）は、落語家。本名∶金川 利三郎。俗に「横浜の志ん馬」。

## 経歴
三代目笑福亭松鶴の生家から一軒置いた家に生まれる。その影響で商業学生時代の15歳の時に学校を退学。
1904年に五代目笑福亭松喬に入門。二ツ目で「笑福亭三喬」を名乗る。1912年に師が五代目笑福亭松喬を襲名したことに伴い「染之助」を名乗る。
祖父が横浜出身であった関係で拠点を横浜に移す。横浜の寄席新富亭の高座に上がっている時に初代立花家橘之助に見出され三代目古今亭志ん生の門下となり「古今亭錦生」を名乗る。
おりしも1917年は睦会の若手の真打昇進ラッシュであり、それにあやかって自身も真打昇進。「二代目古今亭志ん馬」を襲名する。
睦会の月給制度に反対しトラブルになるなどし睦会を離脱し、上方の出身噺家を集めて誠睦会を設立するも失敗。昭和に入り人気も落ちた。

## 人物
初代立花家橘之助・初代橘ノ圓夫婦が保存していた三遊亭圓朝の遺品を引継ぎ、1947年に橘流寄席文字家元橘右近に受け継がれたため、現在に至る功績は大きい。